# František Bartoš (etnograf)

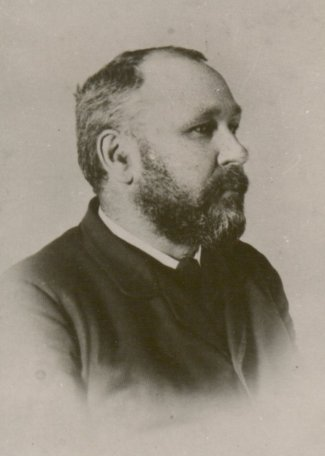
František Bartoš

František Bartoš (16. března 1837 Zlín-Mladcová – 11. června 1906 Zlín-Mladcová) byl moravský pedagog, vlastenec, jazykovědec, etnograf, významná osobnost moravské vzdělanosti a kultury druhé poloviny 19. století, organizátor vědeckého a národního života na Moravě, autor dosud jediného souborného moravského dialektologického slovníku (dvoudílný Dialektický slovník moravský, 1905–06).

## Život

### Dětství a mládí
Narodil se v Mladcové u Zlína. Obecnou školu navštěvoval ve Zlíně, i přes nedostatek prostředků pokračoval ve studiu na gymnáziu v Olomouci. Už zde se aktivně účastnil národního a literárního dění ve spolku Uměna. Na univerzitě ve Vídni vystudoval klasickou filologii (latinu, řečtinu) a češtinu. Potkal zde pedagogy, kteří ho trvale ovlivnili: slovinského filologa F. Miklošiče a českého historika a jazykovědce působícího později na Moravě, A. V. Šemberu. Navázal kontakty se studenty slovanských národností a stal se členem slovanského spolku Morava. Po studiích ve Vídni vyučoval na piaristickém gymnáziu ve Strážnici, německém gymnáziu v Olomouci a německém katolickém gymnáziu v Těšíně. Z Těšína odešel do Brna, kde působil téměř třicet let, nejprve jako profesor na slovanském gymnáziu, od roku 1888 jako ředitel na nižším českém gymnáziu.

### Společenská a pedagogická činnost
Po příchodu do Brna se aktivně účastnil kulturního i společenského dění. Byl zakládajícím členem Ústřední Matice školské, ředitelem a protektorem ústavů Vesny, v devadesátých letech působil jako člen zemské školní rady, byl členem Matice moravské (později redaktorem Časopisu Matice moravské), Filharmonické besedy, Musejního spolku, Sokola, Čtenářského spolku v Brně a dalších. Uznáním jeho práce bylo členství v Královské české společnosti nauk (1884), čestné předsednictví Národopisné výstavy českoslovanské v Praze v roce 1895 i jmenování členem České akademie císaře Františka Josefa pro vědy, slovesnost a umění (1890). Za jeho práci se mu dostalo poct i v zahraničí, když v roce 1890 carská Akademie nauk v Petrohradě udělila cenu Kotljarevského jeho dílu Dialektologie moravská. Po celý život se věnoval pedagogické práci, která se mu stala naplní života. Svým žákům imponoval rozsáhlými vědomostmi, ryzím charakterem, i publikačními úspěchy. Vychoval celou řadu budoucích literátů (Svatopluk Čech, František Bílý, Jan Herben a další). S úctou a vděčností na něj vzpomíná ve svých memoárech Jan Herben. S jeho pedagogickým působením souvisí i zpracování čítanek a příruček, které pozvedly úroveň výuky českého jazyka a literatury na středních školách. Po celý život zůstal svobodný a ze svých prostředků podporoval řadu institucí i nemajetných studentů. Svou literární pozůstalost odkázal Vesně a Matici školské.

### Jazykověda
Kromě zájmu o moravskou dialektologii se významně podílel na vývoji a kodifikaci českého jazyka. Jeho klíčovými díly z této oblasti jsou Rukověť správné češtiny z roku 1891 a Skladba jazyka českého z roku 1895 (1898?), obě vydávané opakovaně v aktualizovaných a doplňovaných verzích.
Ve Skladbě se například zabýval systematikou dělidel (interpunkčních znamének), přičemž jeho terminologie nakonec (již ve vydání pravidel z roku 1902) uspěla v konkurenci označení dosud používaných soudobými autory. Například termínem vykřičník (který Václav Hanka původně označoval citoslovce) nahradil dosavadní termíny znak podivení, zvolavník, vzvolavník či rozkazník, nebo pro ležací čárku neboli příčník prosadil název pomlčka a pro čapky neboli husí nožky název uvozovky.
Podobně jako František Bačkovský se zabýval problémem, že neoznačování délky samohlásek ve slovech řeckého a latinského původu vedlo k tomu, že jsme si v češtině navykli vyslovovat krátce samohlásky, které v původních jazycích byly dlouhé (např. Evrópa, theórie, planéta, mímika, kolléga, kómický, paródie, írónický), avšak v Nové rukověti správné češtiny z roku 1901 se tohoto způsobu počeštění zastával a označil za zbytečnou a pošetilou snahu zachovávat v češtinu původní kvantitu cizích slov.

### Národopis
Zakladatelský význam mají jeho díla o moravských nářečích. Soustavný popis moravských nářečí podal v základních dílech Dialektologie moravská (I. díl 1886; II. díl 1895) a Dialektický slovník moravský (1905–06). Ve sběratelské činnosti navázal na dílo Františka Sušila a vydal tři soubory moravských a slezských písní s nápěvy, poslední ve spolupráci s Leošem Janáčkem (Nové národní písně moravské, 1882; Národní písně moravské nově nasbírané, 1889; a Národní písně moravské v nově nasbírané, s Leošem Janáčkem, 1889–1901). Pracemi o lidových zvycích a obyčejích, o lidovém léčení, pověrách apod. se stal zakladatelem moravské etnografie a folkloristiky. Své národopisné studie shrnul do knih Lid a národ (I. sv. 1883, II. sv. 1885), Moravský lid (1892), Moravská svatba (1892), Deset rozprav lidopisných (1906), Líšeň (spolu s C. Mašíčkem, 1902). Dodnes ojedinělým dílem je jeho sbírka dětského folkloru Naše děti (1888).
Často se vracel do svého rodného kraje, a po odchodu do penze v roce 1898 se zde usadil natrvalo. Zemřel v roce 1906 a je pochován na mladcovském hřbitově.

### Shrnutí díla
Veškeré Bartošovo úsilí směřovalo k povznesení českého jazyka a vzdělání národa, protože právě v těchto dvou aspektech spatřoval základní kameny budování pevné národní identity. V životě lidu zdůrazňoval stánky pozitivní a obohacující kulturu obecně a nezaměřoval se na negativní společenské jevy. Čas podrobil i Bartošovo dílo tvrdé zkoušce. Mnohé z toho, co napsal, se stalo již jen dobovým dokumentem. Zůstalo však stále dost toho, co je dodnes důležitým pramenem pro poznání kulturního dědictví Moravy a Slezska.